# Посольство Финляндии в России

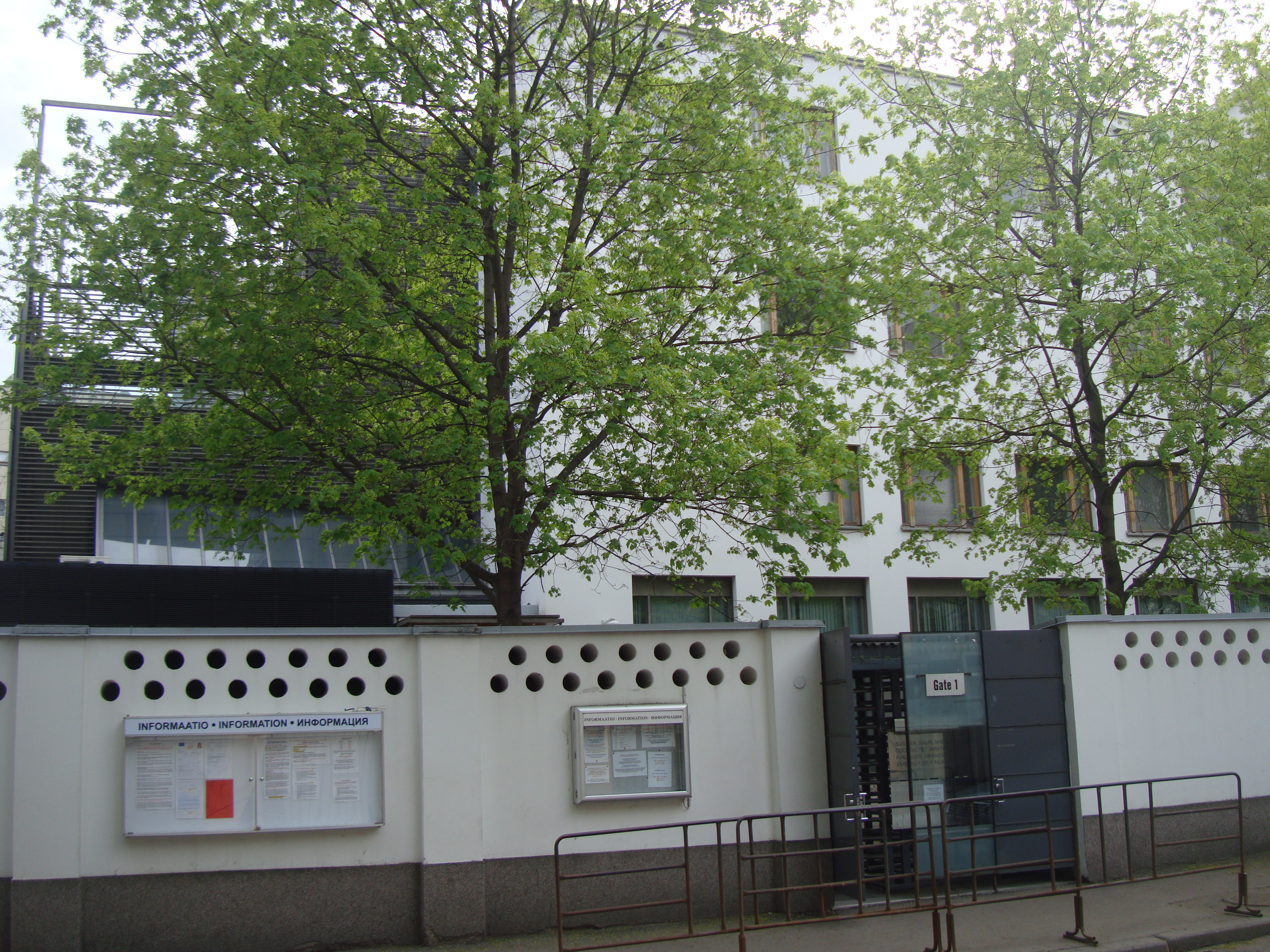
Посольство Финляндии в Москве, Вход № 1

Посо́льство Финля́ндии в Москве́ (фин. Suomen Moskovan-suurlähetystö) — официальная дипломатическая миссия Финляндии в Российской Федерации, расположена в Кропоткинском переулке, в районе Хамовники, в Москве.
Чрезвычайный и полномочный посол Финляндии в России с 1 сентября 2024 года — Марья Лиивала.

## История
14 октября 1920 года в эстонском городе Юрьеве (Тарту), после длительных переговоров, Финляндия и Советская Россия заключили мирный договор. Договор предусматривал установление дипломатических и консульских отношений между государствами немедленно после вступления его в силу. Это произошло 31 декабря 1920 года, когда делегация во главе с государственным советником Антти Ахоненом и представители России обменялись в Москве ратификационными грамотами Тартуского мирного договора.
В конце января 1921 года Антти Ахонен в качестве дипломатического представителя Финляндии прибыл в Москву, ставшую столицей в 1918 году.
Примерно через шесть месяцев Ахонена сменили Борис Юлленбёгел и Эйно Вестерлунд в качестве временных поверенных в делах.
В феврале 1922 года в Москву прибыл новый временный поверенный в делах Антти Хакцелль. 16 декабря 1922 года он был назначен первым посланником Финляндии в Москве.
В 2011 году Посольство Финляндии было названо самым дружелюбным в России по результатам опроса, проведённого на сайте National Geographic Россия журналом National Geographic Traveler совместно с Российским союзом туриндустрии.
В 2023 году были закрыты генеральное консульство Финляндии в Санкт-Петербурге и его отделения в Петрозаводске и Мурманске.

## Здания посольства
В январе 1921 года, когда в Москву прибыла делегация во главе с Антти Ахоненом, первое время она размещалась в железнодорожном вагоне, а 5 февраля переселилась в помещения церкви Святого Андрея, до Октябрьской революции принадлежавшей английской церкви, в Большом Чернышёвском переулке (с 1922 года — улица Станкевича).
6 декабря 1938 года в Кропоткинском переулке было введено в эксплуатацию здание, построенное специально для дипломатического представительства Финляндии. Здание стало первым финским зданием, построенным для дипломатического представительства, а также первым в Москве зданием, специально построенным для представительства другой страны. Проект выполнил финский архитектор Хилдинг Экелунд. Здание является образцом финской архитектуры в стиле функционализма.
В 1996 году к основному зданию посольства было пристроено дополнительное.

## Послы Финляндии в России
1. Хейкки Талвитие (1991—1992)
2. Арто Мансала (1993—1996)
3. Маркус Люра (1996—2000)
4. Рене Нюберг (2000—2004)
5. Харри Хелениус (2004—2008)
6. Матти Анттонен (2008—2012)
7. Ханну Химанен (2012—2016)
8. Микко Хаутала (2016—2020)
9. Антти Хелантеря (2020—2024)
10. Марья Лиивала (с 2024 года)